# Кстовская волость
Кстовская волость — историческая административно-территориальная единица Нижегородского уезда Нижегородской губернии Российской империи и РСФСР. Волостной центр — с. Кстово.

## История
Образована в ходе крестьянской реформы 1860-х годов в северной части Нижегородского уезда.
В связи с реформой системы органов государственной власти в 1918 года образован Кстовский волостной Совет рабочих, крестьянских и солдатских депутатов.
В марте 1918 — июль 1918: Кстовский волостной Совет рабочих, крестьянских и солдатских депутатов
В июле 1918 — апрель 1924: Кстовский волостной Совет рабочих, крестьянских и красноармейских депутатов
Постановлением УИК от 20 июня 1921 года, Президиума ВЦИК от 10 июля 1922 года, в Безводнинскую волость переданы с-цо Зименки, д. Караулово.
В 1922 года, из Ельнинской волости переданы с. Ельня (Большая Ельня), д. Крутая, Опалиха, Фроловская, Черемисская.
Из Новоликеевской волости — д. Сосновка.
Кстовская волость ликвидирована постановлением ГИК от 4 апреля 1924 года, Президиума ВЦИК от 17 апреля 1924 года. Селения переведены в Безводнинскую и Печерскую волость.

## Население
В 1922 году — 6943 человека.

## Состав
Кстовская волость Нижегородского уезда включала в себя следующие населённые пункты: сёла — Кстово, Великий Враг, Большие Вишенки; деревни — Малые Вишенки, Столбищи, Малая Ельня, Караулово, Лукерьино, Новосвятителево, Зелецино; сельцо Зименки.

### Населённые пункты
На 1918 год: с. Большие Вишенки, Великий Враг, д. Зелецино, с-цо Зименки, д. Караулово, с. Кстово, д. Лукерьино, Малая Ельня, Малые Вишенки, Новсвятителево, Столбищи.

### Сельсоветы
В 1922 году — 11 сельсоветов.